# 2022 UQ1
2022 UQ1とは、2022年10月に地球の重力によって地球に接近しフライバイを起こしているときに、ルーシーのセントール上段ブースターに誤って与えられた小惑星の仮符号であった。物体は、2022年10月16日の最接近時に、地球の中心から約9,100 km (5,700 mi)（または地球の表面から2,700 km (1,700 mi)の高度）の距離を通過した。

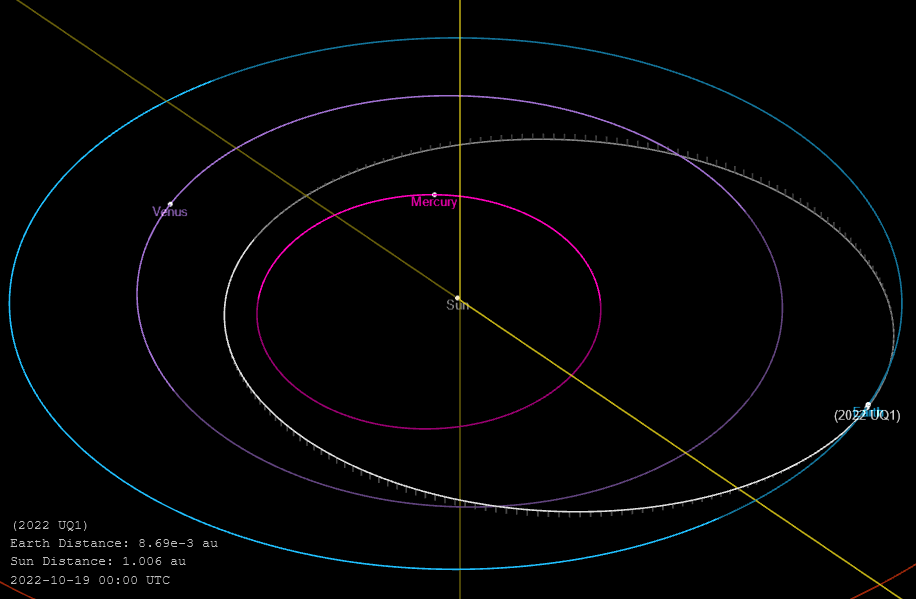
のフライバイ後の軌道は、水星軌道と地球軌道の間に位置する

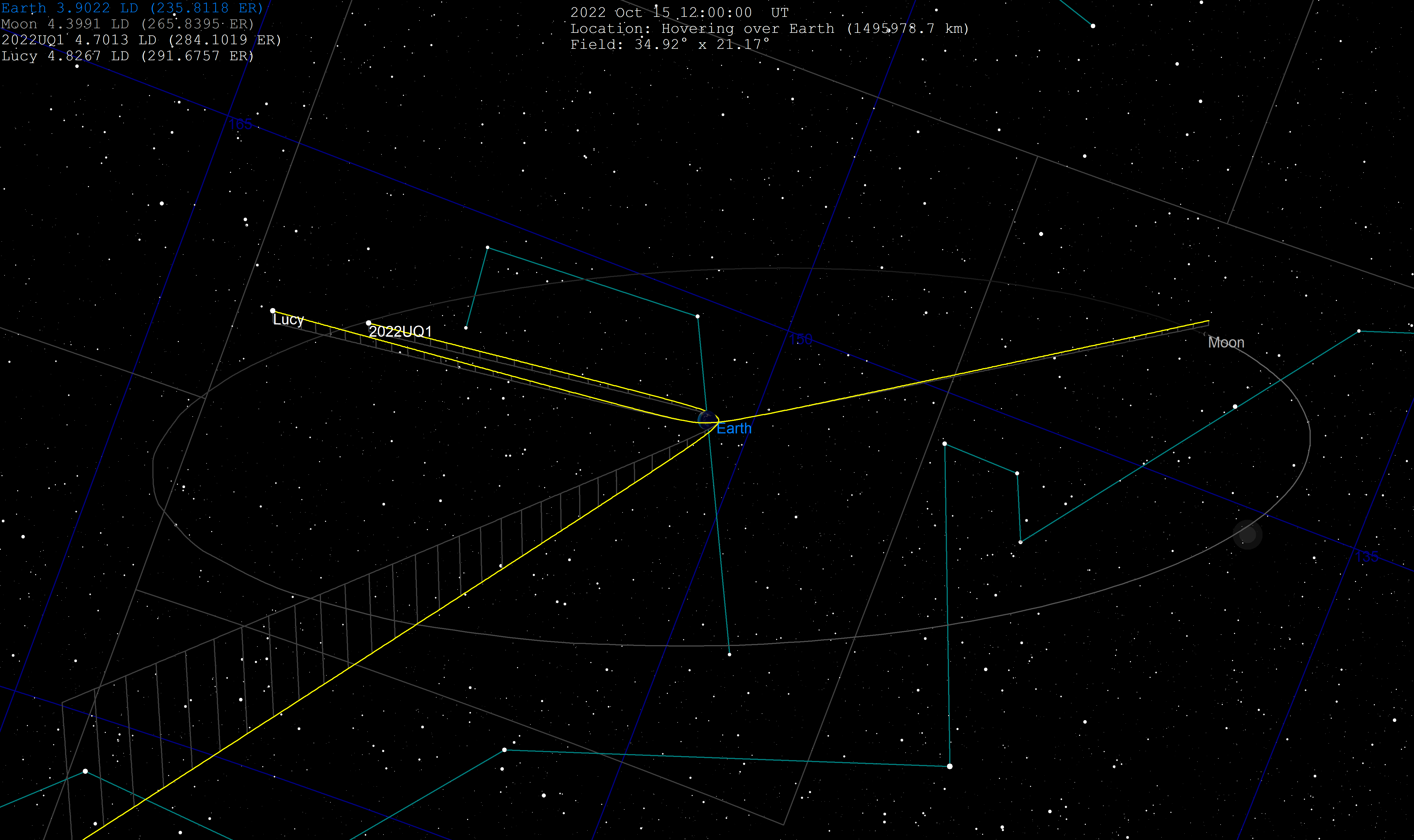
と比較したルーシーのフライバイ軌道

この物体は太陽がある方向から地球に接近したため、最接近後まで発見されなかった。2022年10月18日に、チリのリオ・ウルタドにある小惑星地球衝突最終警報システム（ATLAS）望遠鏡の1つによって発見され、小惑星センター（MPC）に地球近傍天体の候補として報告された。翌日、他の3つの天文台がフォローアップ観測を行い、物体が地球に近い軌道にあることを確認したため、MPCは2022年10月19日に仮符号を「2022 UQ1」として指定し、この物体が地球近傍小惑星であると発表するようになった。2022 UQ1は後にBill GrayとDavide Farnocchiaによってルーシーのセントール上段ブースターであると特定され、MPCは2022年10月20日にそのデータベースから2022 UQ1を削除した。

## 軌道

ルーシーセントールRBブースターが太陽の周囲を公転するアニメーション
ルーシーセントールRBブースター·
太陽·
地球·
金星·
水星

| 日付                     | 欧州宇宙機関による 地球の中心からの距離（au） | 不確実性領域 (1シグマ)     |
| ------------------------ | --------------------------------------------- | -------------------------- |
| 2022-10-16 06:54 ± 00:17 | 0.0000609天文単位 (9,110 km)                  | ±0.0000002天文単位 (30 km) |

2022 UQ1は、2022年7月27日に金星と地球の軌道の間、0.84天文単位の距離で近日点（太陽へ最接近）に達した。10月の地球への接近により、公転周期が1年から約241日、近日点が0.52天文単位に短縮され、水星と金星の軌道の間に配置された。
| パラメータ | 元期       | 公転周期 (p) | 遠日点 (Q) | 近日点 (q) | 軌道長半径 (a) | 軌道傾斜角 (i) | 軌道離心率 (e) |
| 単位       |            | (日)         | au         | au         | au             | (°)            |                |
| ---------- | ---------- | ------------ | ---------- | ---------- | -------------- | -------------- | -------------- |
|            | 2022-10-01 | 365.72       | 1.1630     | 0.83870    | 1.0008         | 0.1271°        | 0.16201        |
|            | 2022-11-01 | 241.23       | 0.9977     | 0.51906    | 0.7584         | 1.4283°        | 0.31557        |